# راسکو (نیویورک)
راسکو (به انگلیسی: Roscoe) یک منطقهٔ مسکونی در ایالات متحده آمریکا است که در شهرستان سولیوان، نیویورک واقع شده‌است. راسکو ۱٫۹ کیلومتر مربع مساحت و ۵۴۱ نفر جمعیت دارد و ۳۹۵ متر بالاتر از سطح دریا واقع شده‌است.